# Recht auf Bildung
Das Recht auf Bildung ist ein Menschenrecht gemäß Artikel 26 der Allgemeinen Erklärung der Menschenrechte der Vereinten Nationen vom 10. Dezember 1948 und wurde im Sinne eines kulturellen Menschenrechtes gemäß Artikel 13 des Internationalen Pakts über wirtschaftliche, soziale und kulturelle Rechte (IPwskR) noch erweitert.
Das Recht auf Bildung ist zugleich in Artikel 28 der Kinderrechtskonvention verankert. Artikel 22 der Genfer Flüchtlingskonvention schreibt den Zugang zu öffentlicher Erziehung, insbesondere zum Unterricht in Volksschulen, auch für Flüchtlinge vor.
Das Recht auf Bildung gilt als eigenständiges kulturelles Menschenrecht und ist ein zentrales Instrument, um die Verwirklichung anderer Menschenrechte zu fördern. Es thematisiert den menschlichen Anspruch auf freien Zugang zu Bildung, auf Chancengleichheit sowie das Schulrecht.
Bildung ist wichtig für die Fähigkeit des Menschen, sich für die eigenen Rechte einzusetzen und sich im solidarischen Einsatz für grundlegende Rechte anderer zu engagieren.
Das gilt für alle gleichermaßen ohne Diskriminierung hinsichtlich der Rasse, der Hautfarbe, des Geschlechts, der Sprache, der Religion, der politischen oder sonstigen Anschauung, der nationalen oder sozialen Herkunft, des Vermögens, der Geburt oder des sonstigen Status (Artikel 2.2 IPwskR).
Der Pakt wurde am 19. Dezember 1966 von der UN-Generalversammlung einstimmig verabschiedet und ist ein multilateraler (mehrseitiger) völkerrechtlicher Vertrag, der die Einhaltung wirtschaftlicher, sozialer und kultureller Menschenrechte garantieren soll.

## Zentrales Instrument
Dieses Menschenrecht ist ein zentrales Instrument, um die Verwirklichung anderer Menschenrechte zu fördern. Es thematisiert den menschlichen Anspruch auf freien Zugang zu Bildung, auf Chancengleichheit sowie das Schulrecht. Bildung ist hierbei die Voraussetzung für die Fähigkeit des Menschen, sich für die eigenen Rechte einzusetzen und sich im solidarischen Einsatz für grundlegende Rechte anderer zu engagieren.

## Überwachung
Dieses Grundrecht wird sowohl durch die UN-Menschenrechtskommission als auch durch den UN-Ausschuss über wirtschaftliche, soziale und kulturelle Rechte überwacht. 

Der UN-Sonderberichterstatter Vernor Muñoz inspizierte in diesem Zusammenhang im Februar 2006 Deutschland. 

## Rechtliche Einordnung

### Deutschland
Deutschland hat den Internationalen Pakt über wirtschaftliche, soziale und kulturelle Rechte (IPwskR) am 9. Oktober 1968 unterzeichnet. Auch die DDR hatte den IPwskR anerkannt, das Recht auf Bildung (wie auch die anderen Menschenrechte) wurde aber in der Praxis nicht umgesetzt (siehe Bildungsdiskriminierung als Repressionsinstrument).
Im Grundgesetz für die Bundesrepublik Deutschland wird ein Recht auf Bildung nicht ausdrücklich normiert. Jedoch ergibt sich das Recht auf Bildung (-smöglichkeiten) aus den im Grundgesetz festgeschriebenen Grundrechten. Aus Art. 2 Abs. 1 in Verbindung mit Art. 7 Abs. 1 GG folgt ein Recht der Kinder und Jugendlichen gegenüber dem Staat, ihre Entwicklung zu einer eigenverantwortlichen Persönlichkeit auch in der Gemeinschaft durch schulische Bildung zu unterstützen und zu fördern (Recht auf schulische Bildung).
Das elementare Grundprinzip der Menschenwürde verbietet es, Menschen Bildungschancen willkürlich vorzuenthalten. Das Verfassungsprinzip der Gleichberechtigung verbietet es, Menschen wegen des Geschlechtes, der Abstammung, Rasse, Sprache, Heimat und Herkunft, des Glaubens, der religiösen oder politischen Anschauungen oder einer Behinderung wegen beim Erwerb von Bildung zu benachteiligen oder zu bevorzugen.
Die Länderverfassungen schreiben teilweise weitergehende Rechte fest. So erlaubt z. B. die Verfassung des Landes Hessen die Erhebung von Schul- oder Hochschulgebühren nur, „wenn die wirtschaftliche Lage des Schülers, seiner Eltern oder der sonst Unterhaltspflichtigen es gestattet“.
Zur Durchsetzung des Rechtes auf Bildung besteht in Deutschland Schulpflicht. Das Recht auf Bildung steht dadurch in einem Konflikt zum Recht der Eltern auf die Erziehung ihrer Kinder. Insbesondere im Bereich der Sexualerziehung lehnen Eltern teilweise die Forderung des Staates auf Aufklärung ab und fordern ein Recht, ihre Kinder vor der Konfrontation mit ihrer Sexualität zu „schützen“. In extremen Fällen führt dies zur Schulverweigerung. Um dennoch eine fachliche Bildung der Kinder zu ermöglichen, wird in diesen Fällen teilweise die Legalisierung des Homeschooling gefordert. Ein prominenter Vertreter dieser Forderung ist Vernor Muñoz.
Mit der Frage der Schulpflicht für Asylbewerber und Ausländer ohne Aufenthaltsstatus kommt es in Deutschland immer wieder zu juristischen Auseinandersetzungen und politischen Diskussionen um das Recht auf Bildung, so auch im Kontext der Integration von Zugewanderten im Zuge der Flüchtlingskrise. Beispielsweise war die Schulpflicht für Flüchtlingskinder ein zentrales Element der Debatte um den Entwurf für ein Bayerisches Integrationsgesetz. Zudem kam es zu Gerichtsurteilen um den gemischtgeschlechtlichen Sport- und Schwimmunterricht sowie um das Tragen eines Kopftuchs in der Schule.

### Österreich
Auch in Österreich ist ein Recht auf Bildung nicht ausdrücklich Teil der verfassungsgesetzlich gewährleisteten Grundrechte. Wie in Deutschland gibt es eine allgemeine Schulpflicht von neun Jahren.